# Crossroads (film, 2002)
Crossroads je americký komediální a dramatický film z roku 2002. Režie se ujala Tamra Davis a scénáře Shonda Rhimes. Hlavní role hrají Britney Spears, Anson Mount, Zoe Saldana, Taryn Manning, Kim Cattrall a Dan Aykroyd. Film měl premiéru ve Spojených státech dne 15. února 2002 a v České republice dne 20. června 2002.

## Obsazení
- Britney Spears jako Lucille „Lucy“ Wagner
  - Jamie Lynn Spears jako malá Lucy
- Anson Mount jako Ben
- Zoe Saldana jako Kit
- Taryn Manning jako Mimi
- Kim Cattrall jako Caroline
- Dan Aykroyd jako Pete Wagner
- Justin Long jako Henry
- Beverly Johnson jako Kit matka
- Kool Moe Dee jako majitel baru
- Richard Voll jako Dylan
- Katherine Boecher jako Dylanova druhá dívka

## Přijetí

### Tržby
Film vydělal 37,2 milionů dolarů v Severní Americe a 23,9 milionů dolarů v ostatních oblastech, celkově tak vydělal 14,5 milionů dolarů po celém světě. Rozpočet filmu činil 12 milionů dolarů. Za první víkend docílil druhé nejvyšší návštěvnosti, kdy vydělal 14,5 milionů dolarů. Na prvním místě se umístil film John Q. s výdělkem 20,3 milionů dolarů.

### Recenze
Na recenzní stránce Rotten Tomatoes získal ze 103 započtených recenzí 14 3 procent s průměrným ratingem 3,9 bodů z deseti. Na serveru Metacritic snímek získal z 31 recenzí 27 bodů ze sta. Na Česko-Slovenské filmové databázi si snímek k 11. srpnu drží 23 procent a je umístěn na 264. místě žebříčku nejhorších filmů.

### Ocenění a nominace
Film získal dvě nominace na Filmovou cenu MTV, v kategoriích objev roku a nejlépe oblečená pro Britney Spears. Tři nominace získal film v kategoriích nejlepší herečka v akčním/dramatickém filmu, objev roku, filmová chemie na cenu Teen Choice Awards. Osm nominací získal film na cenu Zlatá malina, v kategoriích nejhorší teenagerský film, nejhorší herečka (Spears), nejhorší režisér (Davis), nejhorší původní skladba („I'm Not a Girl, Not Yet a Woman“ a „Overprotected“), nejhorší film, nejhorší filmové duo (Spears a Mount), nejhorší scénář (Rhimes). Cenu si nakonec odnesl v kategoriích nejhorší skladba a nejhorší herečka. Čtyři nominace získal na cenu Stinkers Bad Movie Awards v kategoriích nejhorší herečka, nejhorší skladba („I'm Not a Girl, Not Yet a Woman“), nejhorší pár, nejhorší falešný akcent (Aykroyd).